# 帕拉丁鎮區 (伊利諾伊州庫克縣)
帕拉丁鎮區（英語：Palatine Township）是位於美國伊利諾伊州庫克縣的一個行政鎮區。

## 地方資料
根據2010年美國人口普查的數據，帕拉丁鎮區的面積為93.34平方千米，當中陸地面積為92.44平方千米，而水域面積為0.90平方千米。當地共有人口99667人，而人口密度為每平方千米1,067.78人。